# Årnset
Årnset este o localitate din comuna Rissa, provincia Sør-Trøndelag, Norvegia, cu o suprafață de 0,85 km² și o populație de 994 locuitori (2013).